# Gwenllian ferch Gruffydd

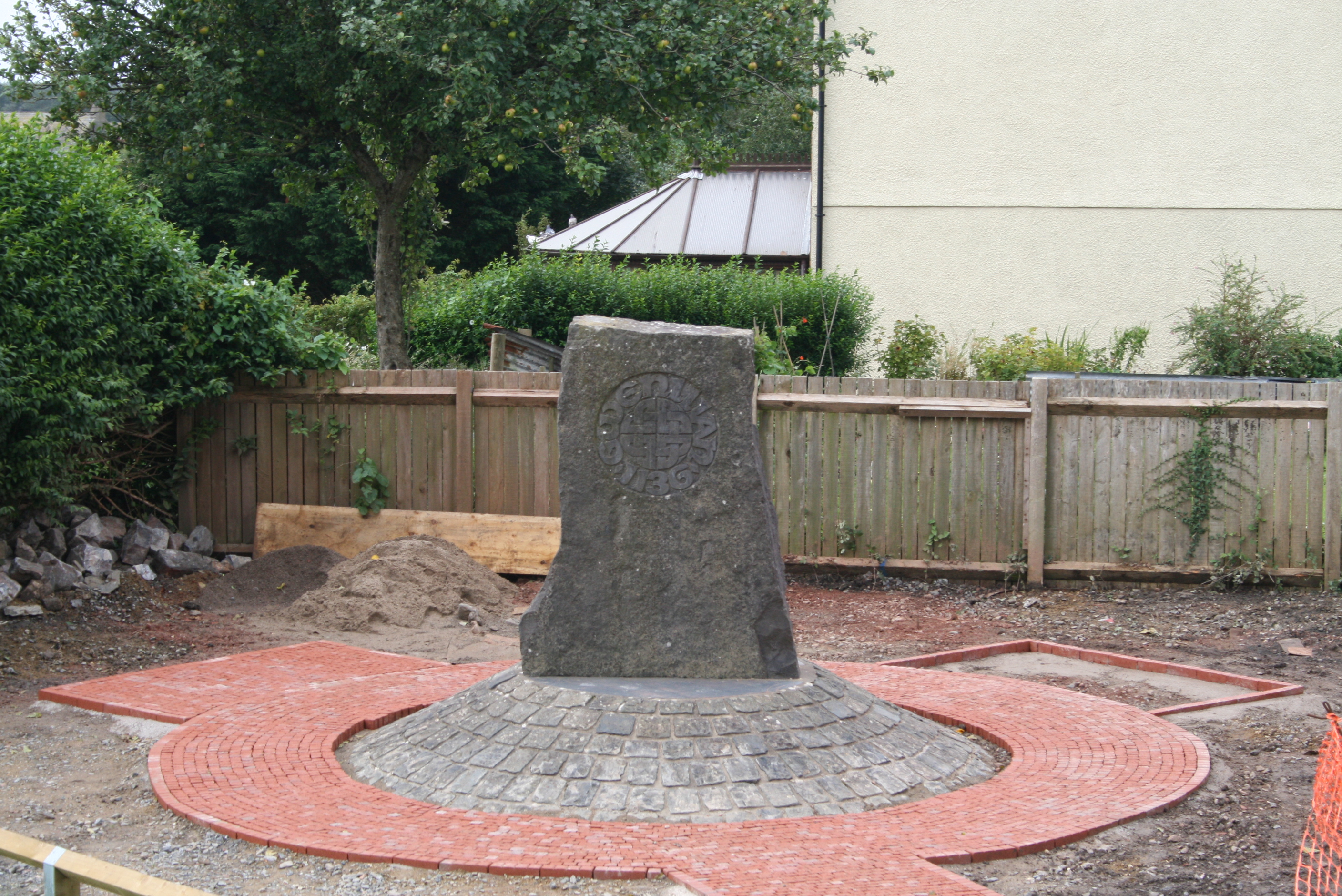
Gedenkstein für Gwenllian vor dem Haupttor von Kidwelly Castle

Gwenllian ferch Gruffydd († 1136) war eine walisische Fürstin.
Sie war die Tochter von Gruffydd ap Cynan, Fürst von Gwynedd und dessen Frau Angharad, Tochter von Owen ap Edwin. Sie heiratete Gruffydd ap Rhys, den Fürsten von Deheubarth.
Während des großen walisischen Aufstands von 1136 gegen die Anglonormannen führte sie in Abwesenheit ihres Mannes einen Angriff auf Kidwelly Castle, um einen Angriff der Anglonormannen zu begegnen. Unweit der Burg traf sie auf eine anglonormannische Streitmacht unter Maurice de Londres, die einen Gegenangriff nach der Niederlage in der Schlacht von Loughor unternommen hatten. Die anglonormannische Truppe war den Walisern überlegen, so dass die Waliser vernichtend geschlagen wurden. Bei dem Gefecht wurden Gwenllian und ihr Sohn Morgan getötet, während ihr Sohn Maelgwn in Gefangenschaft geriet. Nach anderen Angaben wurde sie gefangen genommen und nach dem Gefecht als Verräterin geköpft.
In vielen Quellen wird sie als „walisische Boudicca“ bezeichnet; ihre eher geringe historische Bedeutung allerdings entspricht diesem Titel nicht. Das in der Nähe von Kidwelly Castle gelegene Feld, auf dem die Schlacht stattgefunden haben soll, heißt heute Maes Gwenllian (walisisch Gwenllians Feld). Ein Gedenkstein aus dem 20. Jahrhundert vor der Burg erinnert an das Gefecht.
Mit ihrem Mann hatte sie vier Kinder, neben Morgan und Maelgwn Maredudd ap Gruffydd und Rhys ap Gruffydd, den späteren Lord Rhys.